# Reacción aluminotérmica

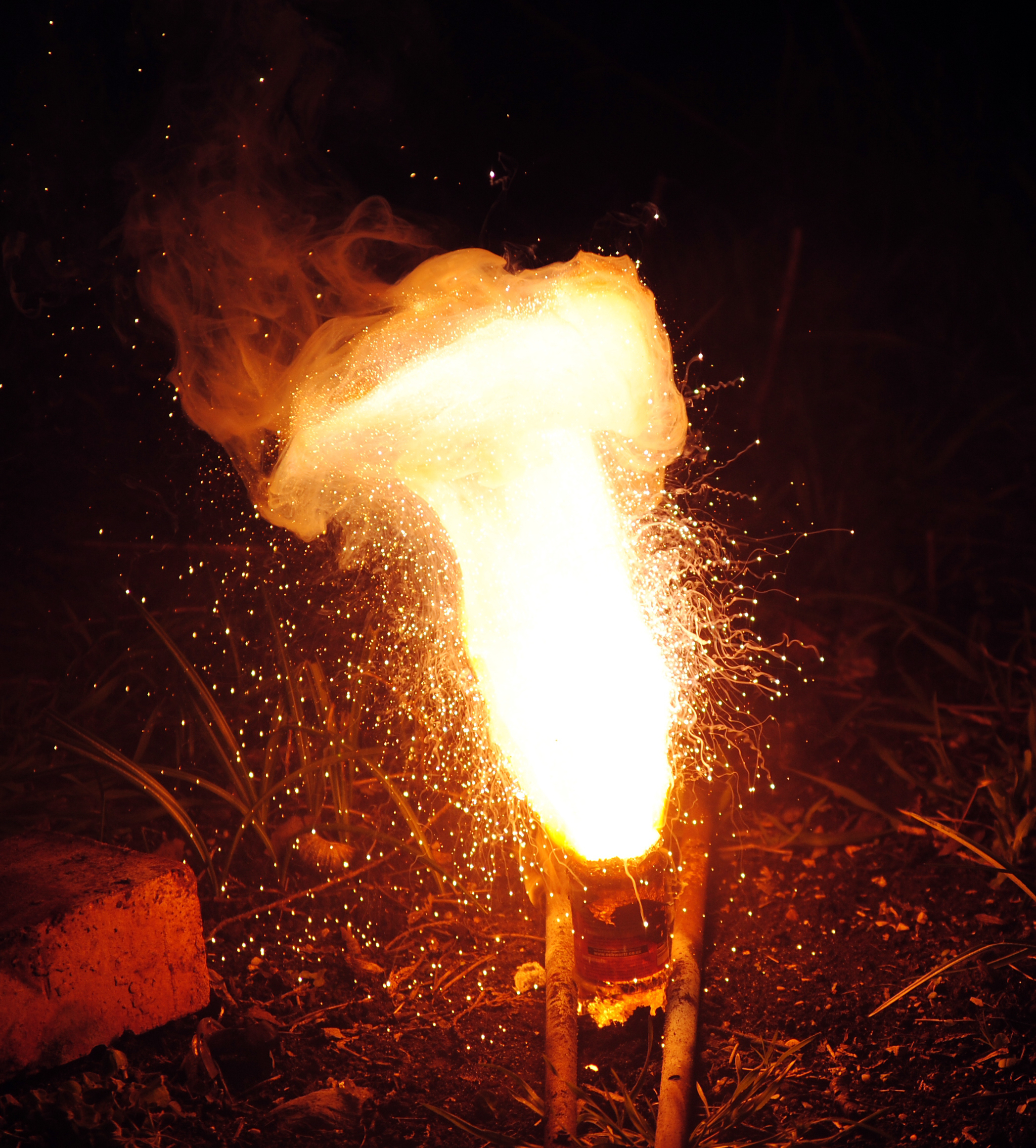
Una reacción aluminotérmica usando óxido de hierro (III). Las chispas voladoras que resultan de la reacción son glóbulos de hierro colado, las que crean chorros de humo al desplazarse.

Las reacciones de aluminotermia  son una serie de reacciones químicas en las que se usa aluminio como el agente reductor a altas temperaturas. Este proceso es utilizado industrialmente para la producción de aleaciones de hierro. El más prominente ejemplo de su aplicación a escala es el de la reacción de la termita con los oxidos de hierro y de aluminio para producir hierro y/o aluminio. 
Fe2O3  +  2 Al   →   2 Fe  +  Al2O3
Esta reacción sin embargo no es la más importante en cuanto a su aplicación se refiere, como si lo es cuando se trata de la producción de ferroaleaciones. Para la producción de hierro, un agente reductor más económico, el coke, es utilizado en su reemplazo, dando origen a una reacción a base de carbono.

## Historia
El estudio de la aplicación de una reacción aluminotérmica se inició en los experimentos del científico ucraniano (en esa época ruso) Nikolái Bekétov en la Universidad de  Járkov en Ucrania, con la que probó que el aluminio restablecía metales desde sus óxidos bajo altas temperaturas. La reacción fue aprovechada inicialmente para la obtención de metales libres de carbono a partir de su reducción desde óxidos de metales. 
La reacción es altamente exotérmica, pero tiene un elevado requerimiento en cuanto a su activación dados los fuertes lazos interatómicos existentes entre los sólidos, los que deben ser rotos primero. El óxido se calienta junto al aluminio en un crisol o en un horno. La reacción fuera de control hace posible la producción de tan solo pequeñas cantidades de material. Hans Goldschmidt mejoró el proceso aluminotérmico entre 1893 y 1898, mediante la ignición de una mixtura de óxidos de metales afinados y polvo de aluminio y una reacción iniciadora sin la necesidad de calentar la mezcla externamente. El proceso fue patentado en 1898 y ha sido usado extensivamente en el empalme de rieles de trenes y la obtención de aluminio y otros metales refinados.

## Usos

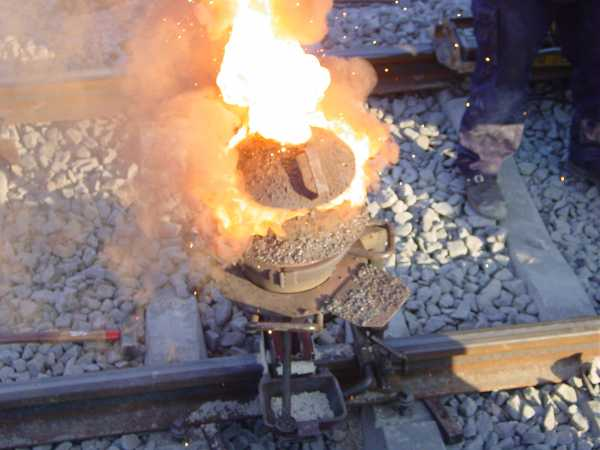
Uso de la termita en la soldadura de rieles.

La reacción aluminotérmica es usada principalmente en la obtención de ferroaleaciones, por ejemplo ferroniobio desde la reacción entre el pentóxido de niobio y hierro o aluminio, y del ferrovanadio y su mezcla: óxido de vanadio(V) y/o aluminio, en vez de hierro. Este proceso se inicia en la misma reacción química que se usaría para la obtención de aluminio, con la reducción del óxido por el aluminio:
3 V2O5  +  10 Al  →   5 Al2O3  +  6 V
Otras aleaciones pueden producirse de la misma forma con otros óxidos de metales.
Las reacciones aluminotérmicas son mayormente utilizadas en la soldadura de rieles ferroviarios en el sitio de su instalación, resultando muy útiles para instalaciones complejas o reparaciones locales en las que no se pueda usar el sistema de soldadura común. Otra de sus aplicaciones comunes es para la soldadura de cableado de cobre para su uso subterráneo en conexiones directas (tales como polos absorbentes (polo a tierra)/masas) como su mayor aplicación aparte de la ferroviaria. Aún es la única forma de conexión eléctrica reconocida por la IEEE (IEEE, Std 80-2001) como parte de un "cable continuo no empalmado".